# إليزابيث مازيف
إليزابيث مازيف هي ممثلة وكاتبة مسرحية فرنسية من أصل بلغاري، من مواليد في كان في 14 يونيو 1965

 قامت بالتدريس في إيراك في كلية المسرح في بيزانسون ، وفي استوديو التدريب المسرحي في فيتري سور سين .